# Muka Sungai Kuruk
Muka Sungai Kuruk is een bestuurslaag in het regentschap Aceh Tamiang van de provincie Atjeh, Indonesië. Muka Sungai Kuruk telt 1988 inwoners (volkstelling 2010).